# Culture de la céramique au peigne

L'Europe au
Aire de la céramique au peigne en violet foncé.

La culture de la céramique au peigne est une culture archéologique du Nord-Est de l'Europe datée de 4200 av. J.-C. à 2000 av. J.-C. environ. On la nomme ainsi d'après le type le plus commun des décorations de ses céramiques, qui ont l'air d'être des empreintes de peigne.
Les individus de la culture de la céramique de peigne suivent principalement un mode de vie chasseur-cueilleur mésolithique, avec toutefois des traces d'agriculture primitive dans sa phase finale. Cette culture est contemporaine d'autres cultures chasseur-cueilleur à céramique comme la culture de Narva, Dniepr-Donets et Ertebølle, mais aussi d'agriculteur de l'Europe néolithique situées plus au sud comme la culture des vases à entonnoir. 

## Distribution
La distribution des objets trouvés inclut le Finnmark (en Norvège) au Nord, le fleuve Kalixälven (en Suède) et le golfe de Botnie (en Finlande) à l'Ouest et la Vistule (Pologne) au Sud.
À l'Est, la céramique à peigne du Nord-Ouest de la Russie se fond dans un continuum de styles de céramique similaires qui s'étend jusque vers les montagnes de l'Oural et au-delà jusqu'en Corée.
Elle inclurait la culture de Narva d'Estonie et la culture de Sperrings en Finlande, parmi d'autres. On pense que c'était essentiellement des peuples de chasseurs-cueilleurs, bien que la culture de Narva, par exemple, montre quelques traces d'agriculture.
Une partie de cette région fut absorbée par la culture de la céramique cordée ultérieure.

## Céramiques

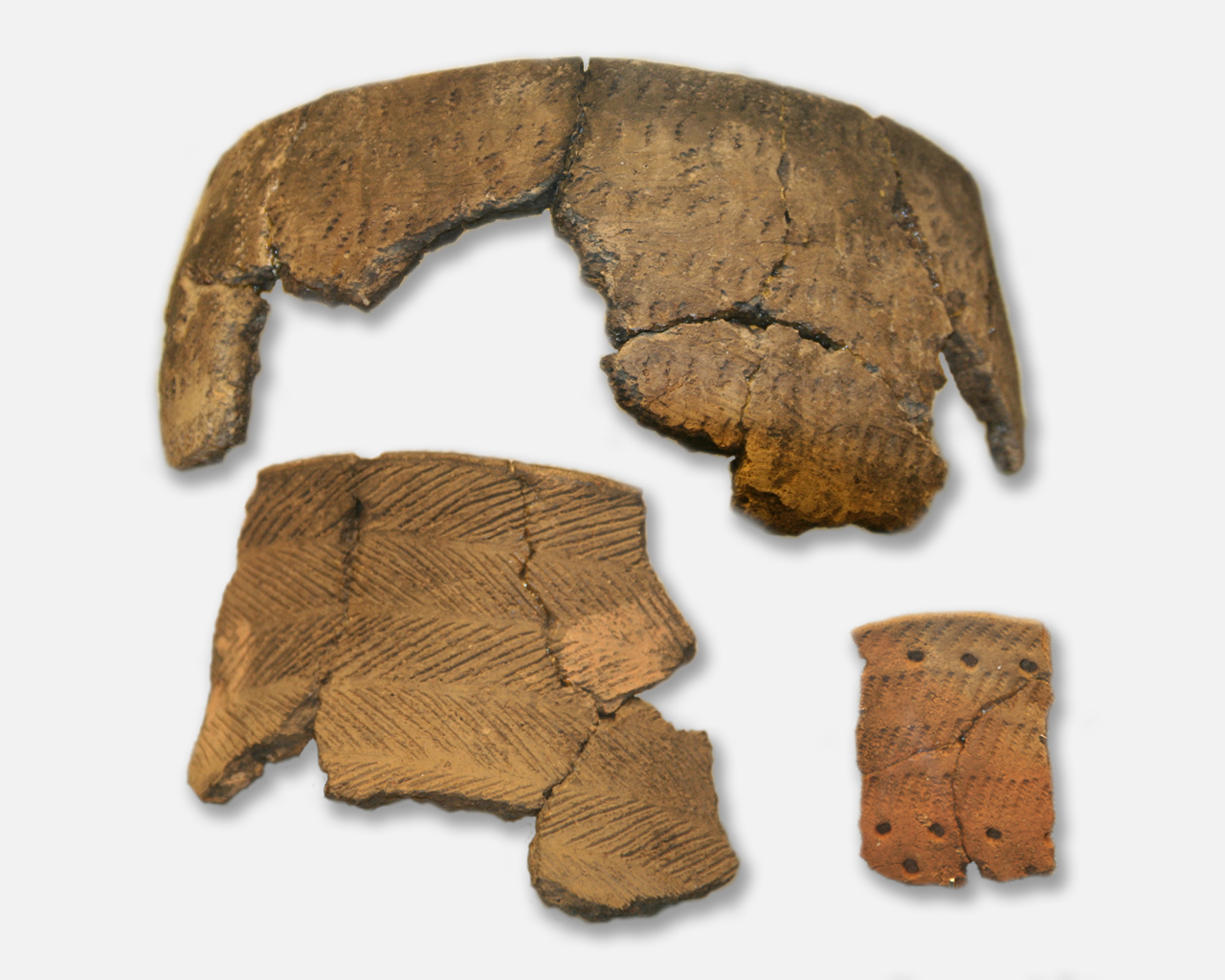
Céramique à décor « au peigne ». 4000-2000 AEC. Musée d'Estonie.

Les céramiques consistent en de grandes jarres rondes ou pointues en leur partie inférieure, avec une capacité de 40 à 60 litres. La forme de ces récipients resta identique mais les décorations varièrent.
En datant selon l'élévation du terrain, les céramiques sont traditionnellement (Äyräpää 1930) divisée en trois périodes qui sont : ancienne (Ka I, vers 4200 av. J.-C. - vers 3300 av. J.-C.), typique (Ka II, de 3300 av. J.-C. à 2700 av. J.-C. environ) et finale (Ka III, 2800 av. J.-C. - 2000 av. J.-C.).
Cependant, des datations au carbone 14 calibrées appliquées aux céramiques à décor au peigne retrouvées dans l'isthme de Karelian, par exemple, donnent un intervalle total qui s'étend de 5600 à 2300 av. J.-C..
Parmi les nombreux styles de céramiques au peigne, il en est une qui fait usage des caractéristiques de  l'amiante : céramique en amiante. D'autre styles sont, par exemple, la céramique de Pyheensilta, Jäkärlä, Kierikki, Pöljä et Säräisniemi avec leurs subdivisions respectives. « Céramiques de Sperrings » est le nom original donné à la culture de la céramique à décor au peigne, ancienne (Ka I:2) trouvée en Finlande.

## Habitations

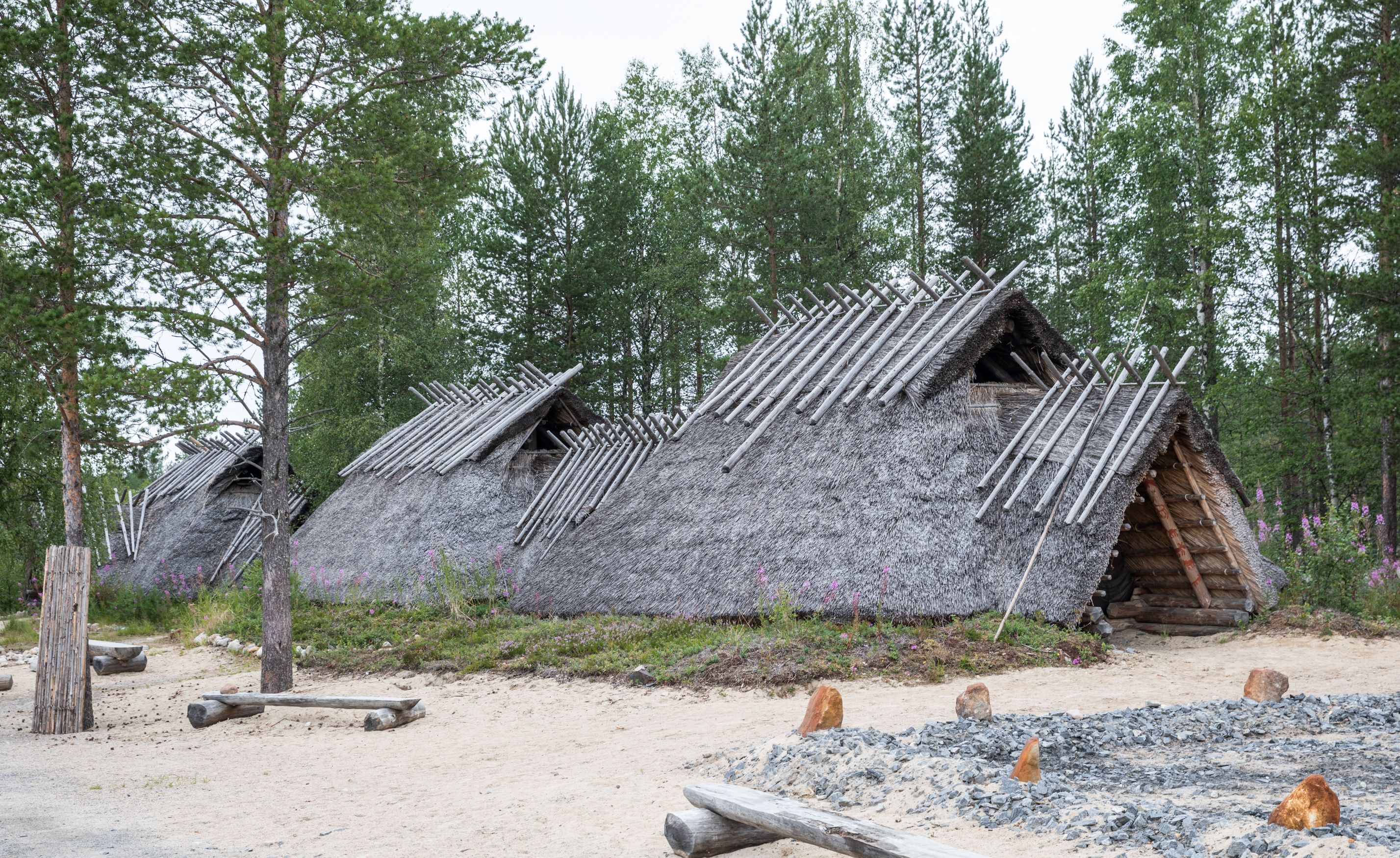
Reconstructions d'habitations de l'âge de pierre à Kierikki, Finlande

Les villages étaient situés sur les littoraux ou près des lacs et l'économie était fondée sur la chasse, la pêche et la cueillette de plantes. En Finlande, on avait une culture maritime qui se spécialisa de plus en plus dans la chasse aux phoques. Le type d'habitation dominante était un tipi d'environ 30 m2, où environ 15 personnes pouvaient vivre. Également, des maisons en bois rectangulaires devinrent fréquentes en Finlande vers 4000 av. J.-C. Les tombes étaient creusées dans les villages et les morts étaient recouverts d'ocre rouge. La période typique de la céramique à peigne montre l'usage intensif d'objets faits de silex et d'ambre comme offrandes aux morts.

## Outils
Les outils de pierre ne changèrent que très peu à travers le temps. Ils étaient faits de matière locale comme l'ardoise et le quartz. Les découvertes suggèrent un réseau d'échanges assez étendu : de l'ardoise rouge en provenance du Nord de la Scandinavie, de l'amiante du lac Saimaa, de l'ardoise verte du Lac Onega, de l'ambre en provenance des côtes méridionales de la Mer Baltique et du silex de la région de Valdaï au nord-ouest de la Russie.

## Art
La culture était caractérisée par de petites figurines de terre cuite et des têtes d'animaux en pierre. Les têtes d'animaux représentaient habituellement des élans  et des ours et dérivaient de l'art  mésolithique. Il y avait aussi  de l'art rupestre.

## Langue
On avance comme hypothèse que les peuples de la céramique à décor au peigne parlaient une langue ouralienne. On ne pense pas qu'ils aient parlé une  langue indo-européenne. D'autre part, quelques toponymes et hydronymes pourraient également indiquer une langue non ouralienne et non indo-européenne en usage dans certaines régions.

## Génétique
Le site de la culture de la céramique au peigne de Kudruküla (embouchure de la rivière Narva), vieux de 5 600 ans, présente l'Y-haplogroupe R1a5-YP1272 et les haplogroupes mitochondriaux U5b1d1, U4a, U2e1. L'étude génétique de 2017 constate que les chasseurs-cueilleurs estoniens de la culture de la céramique au peigne sont plus proches des anciens chasseurs-cueilleurs d'Europe de l'Est. En revanche, les premiers agriculteurs estoniens de la culture de la céramique cordée présentent une grande similitude dans leurs autosomes avec les individus de la steppe pontique du Néolithique tardif / de l'âge du bronze, les chasseurs-cueilleurs du Caucase et les agriculteurs iraniens, tandis que leurs chromosomes X sont plus étroitement liés aux premiers agriculteurs européens d'origine anatolienne. Ces résultats suggèrent que le passage à la culture et à l'élevage intensifs en Estonie a été déclenché par l'arrivée de nouvelles personnes ayant une ascendance prédominante dans la steppe, mais dont les ancêtres avaient été mélangés de manière spécifique selon le sexe avec les premiers agriculteurs d'origine anatolienne. Y-haplogroupe R1a5-YP1272 a un ancêtre commun avec l'haplogroupe R1a-M198 associé aux langues indo-européennes il y a 14 000 ans.
Mazurkevich et al. (2014) ont confirmé la présence de l'haplogroupe N1a1 (ADN-Y), qui est une des caractéristiques des peuples ouraliques, dans un échantillon du site néolithique tardif (datant du milieu du IIIe millénaire avant notre ère) de Serteya II dans la région de Smolensk en Russie, près de la frontière biélorusse, qui était géographiquement assez proche du territoire de la céramique au peigne, et où la culture de la céramique au peigne existait auparavant.
Selon une étude de 2018, les populations de la céramique au peigne au sud-est de la mer Baltique avait les composants autosomiques suivants : 65% d'« anciens chasseurs-cueilleurs d'Europe de l'Est » (attestés pour la première fois dans la culture Kunda, mais avec un pourcentage 4 fois plus faible); 20 % « Yamna » (jamais attesté dans le nord) et 15 % d'« anciens chasseurs-cueilleurs d'Europe occidentale » (composante principale de la culture Kunda).

## Sources
- (en) Cet article est partiellement ou en totalité issu de l’article de Wikipédia en anglais intitulé « Pit–Comb Ware culture » (voir la liste des auteurs).